# SBA-60K2 Bulat
Il SBA-60K2 Bulat (in cirillico: CБA-60К2 Бyлаm), è un veicolo blindato multiruolo resistente alle mine di fabbricazione russa, sviluppato congiuntamente da Kamaz e Zaschita nei primi anni duemiladieci ed in servizio presso l'esercito russo dal 2014.
Basato sul BMP-97 Vystrel, è progettato per il trasporto di personale e per compiti di ambulanza, ricognizione e posto-comando è stato ordinato dalle forze armate della Federazione Russa nella versione Listva, equipaggiata per lo sminamento e la guerra elettronica, impiegata a supporto delle forze missilistiche strategiche.

## Caratteristiche
Con un layout molto simile a quello del BTR-152 di costruzione sovietica, il Bulat è in grado di trasportare 8 soldati equipaggiati. Il tetto del veicolo è dotato di boccaporti e l'intero scafo presenta bocche di fuoco. L'equipaggiamento standard include l'aria condizionata, un sistema antincendio e speciali rastrelliere per fucili e altre armi individuali.

### Propulsore
Il Bulat è alimentato da un motore diesel turbocompresso KamAZ-740.31-240 che sviluppa 240 CV, abbinato a una trasmissione manuale a 10 velocità. Sebbene costruito su una configurazione 6x6 con ruote, ha una limitata capacità di cross-country, non essendo dotato di un sistema di gonfiaggio degli pneumatici e di un verricello a recupero automatico.

### Protezione
L'armatura del mezzo può resistere a colpi diretti di armi calibro 7,62 mm e presenta uno scafo a forma di V per aumentare la protezione contro i colpi di mine e IED, che gli permette di resistere a detonazioni pari a 1 kg di TNT di potenza.

### Armamento
Il Bulat può essere armato con una mitragliatrice da 7,62 mm o 12,7 mm remotizzata.

## Versioni
- SBA-60K2 Bulat: versione 6×6 del BPM-97
- Listva: versione per il rilevamento e lo smaltimento delle mine impiegata dalle unità anti-terrorismo delle forze missilistiche strategiche russe a supporto dei lanciatori mobili di ICBM, in servizio dal 2014

## Utilizzatori
Russia
- 65 esemplari, di cui 50 ordinati nel 2015[2]